# Mosquée Sidi Bou Maiza
La mosquée de Bou Maiza (en arabe : جامع بومعيزة) est une mosquée située à Ténès en Algérie. Bâtie aux IXe et XIe siècles pendant le règne de la dynastie des Rostémides, elle est considérée être la plus ancienne mosquée d’Algérie encore intacte, dans un style inspiré de la Grande Mosquée de Damas.

## Architecture
La mosquée de Sidi Boumaza est la deuxième plus vieille mosquée en Algérie après la mosquée Sidi Ghanem de Mila. Elle s’apparente à la première mosquée de Médine et dont le modèle fut repris aussi à Damas. Elle est dotée d’une salle de prière hypostyle, et de cinq nefs parallèles au mur de la qibla, à la façade nord de la mosquée est accolée une salle d’ablutions et une petite cour dans laquelle se trouve le tombeau de Cheikh Sidi M’ammar, et en empruntant une petite entrée légèrement en biais, on y trouve la salle de prières, le mihrab de la mosquée est sur plan polygonal avec une niche octogonale à l’instar de la Grande Mosquée de Cordoue.
Elle est construite en grès, calcaire, tuile, mortier de plâtre, mortier de chaux, brique, pierre de taille antique. Le décor architectural extérieur est dessiné en briques, avec quelques plaques de marbre. Le décor intérieur est fait de carreaux de céramique, d'éléments de bois et de plâtre sculpté.
La mosquée a subi une série de dommages à la suite des séismes de 1954 et celui de 1980, qui ont touché la région de Chlef. Les travaux de rénovation qui ont été engagés ont modifié grandement les plans et gabarits initiaux.

### Classement comme monument historique
Elle est classée parmi les sites et monuments historiques en date du 09/05/1905 à l'époque coloniale française puis le classement est reconduit à l'indépendance de l'Algérie en date du 23/01/1968 conformément à l’article 62 de l’ordonnance N° 67-281 du 20/12/1967.